# 布勢大海
布勢 大海（ふせ の おおうみ／おおあま、生没年不詳）は、奈良時代の貴族。姓は朝臣。官位は従五位下・主税頭。

## 経歴
桓武朝初頭の延暦2年（783年）正月に右大臣・藤原是公、大納言・藤原継縄、中納言・大伴家持ら新体制の任官が行われた日に、大海も従五位下に叙爵し、まもなく典薬頭に任官している。延暦4年（785年）正月に主殿頭に任ぜられるが、7月には美作介として地方官に遷る。延暦8年（789年）主税頭として京官に復した。

## 官歴
『続日本紀』による。
- 時期不詳：正六位上
- 延暦2年（783年）7月19日：従五位下。7月25日：典薬頭
- 延暦4年（785年）正月15日：主殿頭。7月29日：美作介
- 延暦8年（789年）9月12日：主税頭